# Aschbacherhof (Herrenhaus)
Der Aschbacherhof ist ein schlossähnliches Herrenhaus im gleichnamigen Weiler im Landkreis Kaiserslautern (Rheinland-Pfalz).

## Geographie
Der Weiler Aschbacherhof im Tal des Aschbachs liegt sechs Kilometer nördlich der Ortsgemeinde Trippstadt, zu der er gehört. Ebenfalls sechs Kilometer sind es zum Zentrum der Stadt Kaiserslautern im Norden, von welcher der Weiler durch den Südostteil des Kaiserslauterer Reichswaldes getrennt ist. In der Nähe des Herrenhauses steht die Ruine der frühgotischen St.-Blasius-Kirche mit markantem Kirchturm.

## Anlage
Das Herrenhaus, ein langgestreckter, eingeschossiger Bau mit Krüppelwalmdach, ist im Renaissancestil errichtet und zeigt drei mit dem Familienwappen der Flersheimer geschmückte Portale. Ein Türsturz trägt die Jahreszahl 1566 und ein Allianzwappen Flersheim und Sturmfeder von Oppenweiler. Demnach dürfte er auf das Ehepaar Friedrich von Flersheim († 1575) und Amalia Sturmfeder von Oppenweiler zurückgehen. Friedrich von Flersheim war der Neffe des Speyerer Bischofs Philipp von Flersheim. Ein anderer Stein ist mit der Inschrift 1582 bezeichnet.

## Geschichte
Bereits 1215 erwähnt, befand sich das kleine Dorf Aschbach zunächst im Besitz der Herrschaft Wilenstein. Ein im Ort ansässiges Adelsgeschlecht veräußerte den Besitz 1564 an die Adelsfamilie von Flersheim. Die Familie begann unverzüglich mit der Errichtung eines neuen repräsentativen Herrenhauses und vollendete den Bau 1566. Während des Dreißigjährigen Krieges wurde die Ansiedlung geplündert und angezündet, erhalten blieben nur die Kirchenruine und das schwer beschädigte Herrenhaus. Dieses wurde wieder aufgebaut, doch nur ein kleiner Teil des ursprünglichen Dorfes wurde neu besiedelt. Es bildet den heutigen Ortsteil. Der Weiler und das Herrenhaus gelangten 1719 durch Kauf an den kurpfälzischen Oberstjägermeister Freiherr Ludwig Anton von Hacke (1682–1752). Im Besitz seiner auf Schloss Trippstadt residierenden Familie blieben sie bis zum Ende der Feudalzeit.